# Santa Inés (Libertad)
Pour les articles homonymes, voir Santa Inés.
Santa Inés est l'une des trois divisions territoriales et statistiques dont l'une des deux paroisses civiles de la municipalité de Libertad dans l'État d'Anzoátegui au Venezuela. Sa capitale est Santa Inés.

## Géographie

### Démographie
Hormis sa capitale Santa Inés, la paroisse civile possède plusieurs localités, dont :
- Buenos Aires
- Cerro Negro (partagé avec Bergantín)
- Las Tabillas
- Los Botalones
- San Rafael
- Santa Inés